# کاساگوماخی
کاساگوماخی (به لاتین: Kassagumakhi) یک منطقهٔ مسکونی در روسیه است که در شهرستان آگولسکی واقع شده‌است.